# Жорж (отель)
«Жорж» — отель во Львове, яркий пример архитектуры фешенебельных отелей XIX — начала XX века в стиле позднего историзма (бозар). Памятник архитектуры местного значения. Находится по адресу площадь Мицкевича, № 1.

## История
Как утверждал львовский историк Франтишек Яворский, первое здание гостиницы на этом месте было возведено в 1793 году. Отель, построенный по проекту неизвестного архитектора по типу тогдашних постоялых дворов, назывался «Под тремя крюками».
Уже в 1811 году был построен новый отель, который назван «De Russie». Открытие состоялось 3 декабря 1811 года. Это была трехэтажное классицистическое сооружение с двумя въездами во двор. Фасад первого этажа украшен горизонтальным рустом, второго и третьего — лизенами. Увенчан фасад балюстрадным парапетом, который на уровне въездов становился сплошным. Сооружение было украшено ампирными рельефами.
Со стороны улицы Хорунщины (нынешняя Чайковского) находился большой сад с беседками. Автором одной из беседок, в виде греческого храма был Винцент Равский. В 1816 года отель переходит в собственность купца Георга (Жоржа) Гофмана (1778—1839). После этого на правом сплошном участке парапета помещены буквы «G» и «H» — инициалы владельца. С середины XIX века отель стали называть «Жоржем» по имени бывшего владельца. Начиная с 1864 года первый этаж был занят различными магазинами. В течение второй половины века семьёй Гофман сделан ряд преимущественно незначительных реконструкций. В 1872 году проведена перепланировка первого этажа, связанная с созданием единого центрального входа. При этом боковые заезды были заложены и превращены в торговые помещения. В 1874 году к гостинице пристроен длинный двухэтажный флигель с фасадом на юго-западной границе участка. В течение 1881—1883 годов пристроены ещё два флигеля (трех-и четырехэтажный), вследствие чего гостиница стала большим замкнутым сооружением с внутренним двором. В 1888 году проведена реконструкция перекрытия и крыши главного (старого) дома. Альфредом Каменобродским был выполнен проект реконструкции фасада в стиле историзма, который однако не был реализован. В конце XIX века принято решение построить полностью новый отель, а старый был разобран в апреле 1899. Доныне сохранился рисунок Франца Ковалишна и несколько фотографий старого здания. Одна из фотографий фиксирует процесс разборки старого отеля.

## Современное здание
В 1898 году новый проект разработала венская архитектурная контора Фердинанда Фельнера и Германа Гельмера. Заказчицей выступала Мария Гофман — последняя владелица отеля из семьи Гофман. Австрийские чертежи были несколько видоизменены львовскими архитекторами Иваном Левинским и Юлианом Цибульским и в 1899 году утверждены магистратом. Строительство продолжалось в течение 1899—1901 годов. Торжественное открытие состоялось 8 января 1901 года. Первоначально отель был на 93 номера, среди которых 32 были «апартаментами» класса «люкс». Номера стоили от 6 до 24 золотых гульденов в сутки.

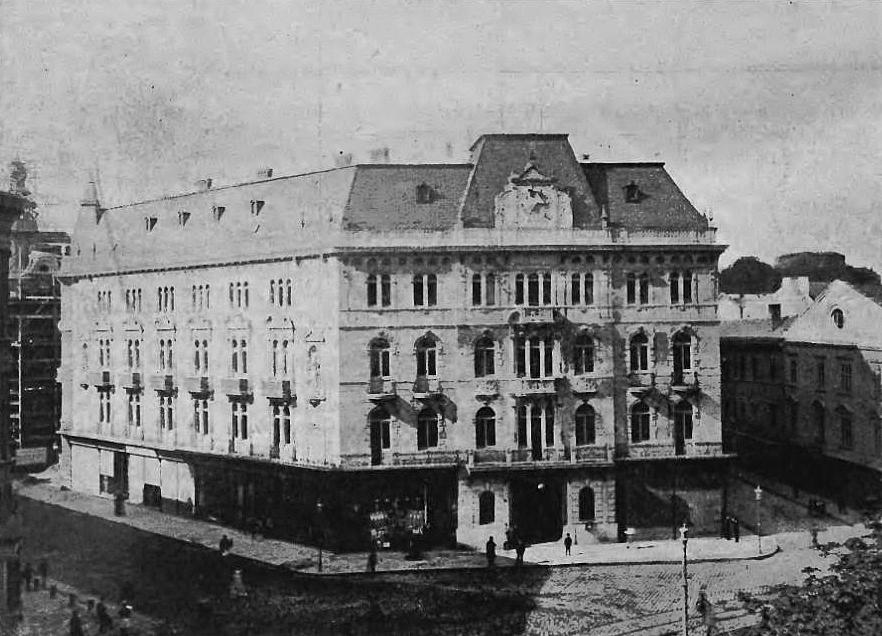
Гостиница «Жорж», 1906 год

Сразу после открытия сооружение не раз подвергали критике. В частности исследователь львовской архитектуры Богдан Януш писал: Огромное сооружение отеля не отличается архитектурной значимостью, а известно лишь благодаря современному внутреннему оборудованию. Критически высказывался также архитектор и искусствовед Казимир Мокловский.
В 1906 году владельцем гостиницы становится «Общество взаимного страхования частных посредников». Начата реконструкция, в ходе которой Иваном Левинским надстроен третий и четвертый этажи южного крыла. В 1909 году по проекту Владимира Подгородецкого реконструирована кровля, а в мансардном этаже созданы офисные помещения. В 1920-х годах отель становится собственностью Пенсионного заведения для служащих.
В 1910—1912 годах в гостинице «Жорж» действовал книжный магазин Альфреда Альтенберга, впоследствии в 1912—1920 гг там находился издательский союз «Г. Альтенберг, Г. Зейфарт, Е. Веде и компаньоны».
В 1927—1929 годах произошла перепланировка внутренних помещений, а также надстроен пятый этаж на южном фасаде. В 1932 году в силе ар-деко был перестроен читальный зал и ресторан (архитектор Тадеуш Врубель). Скульптурное убранство ресторана по эскизам Врубеля выполнила фирма скульптора Людвика Репиховского. В 1940—1950-е годы отель подвергся очередной реконструкции. Последнюю реконструкцию проведено в 1990-е годы.
26 февраля 1980 года решением городского совета № 130 дом признан памятником архитектуры местного значения (охранный номер 185).

## Архитектура
Здание каменное из кирпича, с высокой мансардной крышей. Трапециевидное в плане с внутренним двором. Главный вход устроен в северо-восточном фасаде, от площади Мицкевича. Внутренняя планировка типовая гостиничная, коридорного типа с двусторонним расположением комнат. На первом этаже — большой холл с входами в ресторан и служебные помещения. На верхних этажах также коридорная планировка с двусторонним размещением помещений.
Фасад сооружения имеет неоренессансное разделение, оживлённое необарочными орнаментами. Первый этаж отделён балконной балюстрадой, на верхних этажах — арочные окна в обрамлении. На фронтоне — рельеф «Святой Георгий» (Жорж), в нишах — аллегории Европы, Азии, Америки и Африки, символизирующие четыре стороны света. Выполненные скульпторами Леонардом Маркони, Антоном Попелем, отлитые вероятно в мастерской Роберта Адольфа Гебеля. Статуя «Европа» выделяется одной деталью: она держит в руках маленький бюст — скульптурный портрет Леонарда Маркони.
В интерьере, имеются некоторые признаки сецессии, сохранилась лепнина в холле, мраморные лестницы, керамические камины 1900 года. Первоначальная сецесионная отделка номеров не сохранилась.

## Известные личности, которые останавливались в гостинице
- Оноре де Бальзак
- Рихард Штраус
- Этель Лилиан Войнич
- Иван Яковлевич Франко
- Морис Равель
- Ференц Лист
- Жан-Поль Сартр
- Генрик Сенкевич
- Франц-Иосиф I
- Юзеф Пилсудский
- Игнаций Ян Падеревский
- Владислав Станислав Реймонт
- Никита Сергеевич Хрущёв
- Юрий Алексеевич Гагарин
- Ян Кепура
- шах Ирана Мозафереддин-шах Каджар